# Molada
Molada, de l'hébreu מוֹלָדָה (môlādâ) est un village du territoire de la tribu de Siméon située dans le Néguev. Elle est citée dans une liste de sites réoccupés par les Juifs après l'exil à Babylone.